# Theresa Kufuor
Theresa Kufuor (25 tháng 10 năm 1935 – 1 tháng 10 năm 2023)  là vợ của John Kufuor, Tổng thống thứ hai của Cộng hòa thứ tư Ghana, và cựu Đệ nhất phu nhân Ghana. Bà là một y tá và nữ hộ sinh đã nghỉ hưu.
Bà qua đời vào ngày 1 tháng 10 năm 2023, thọ 87 tuổi.

## Giáo dục
Theresa Kufuor bắt đầu giáo dục của mình tại Tu viện Công giáo, OLA, tại Keta ở Vùng Volta của Ghana. Sau đó, bà đến London, nơi bà được đào tạo như một Y tá đa khoa đã đăng ký, trong Nhóm Điều dưỡng của Bệnh viện phía Nam. Edinburgh, Scotland.
Sau khi học thêm tại Bệnh viện Radcliffe, Bệnh viện Đa khoa Oxford và Paddington, London, bà đủ điều kiện làm Nữ hộ sinh được Nhà nước chứng nhận với Chứng chỉ Điều dưỡng Sớm.

## Cuộc sống cá nhân
Theresa Kufuor có năm người con với John Kufuor, cựu tổng thống Ghana; J. Addo Kufuor, Nana Ama Gyamfi, Saah Kufuor, Agyekum Kufuor và Owusu Afriyie Kufuor. bà là mẹ của năm đứa trẻ, và bà của tám người. Bà là một người Công giáo La Mã sùng đạo.
Mặc dù là đệ nhất phu nhân của Ghana trong 8 năm từ 2001 đến 2009, bà vẫn cố gắng duy trì phong độ thấp trong lĩnh vực chính trị. Năm 2007, bà đã thúc đẩy thay đổi chính sách trong sách trắng của Chính phủ về Cải cách giáo dục theo hướng thực hiện chương trình giáo dục cơ bản phổ cập bắt buộc (FCUBE) của UNESCO dành cho trẻ mẫu giáo.
bà thành lập Quỹ Phát triển Cộng đồng Mẹ và Trẻ em (MCCDF), một tổ chức phi chính phủ hoạt động tại Ghana và Canada, hỗ trợ công việc phòng ngừa lây truyền từ mẹ sang con.
Sau sự kiện giấy tờ Panama lần đầu tiên được công bố vào tháng 4 năm 2016, Theresa đã được trích dẫn là người thụ hưởng tài khoản ngân hàng Panama của con trai đầu lòng John Addo Kufuor trị giá 75.000 đô la.

## Danh dự
Vào ngày 25 tháng 10, Đức Thánh Cha Bênêđictô XVI đã trao cho chồng mình là Tổng thống John Kufuor, Giải thưởng Giáo hoàng của Chỉ huy Hiệp sĩ Thánh Grêgôriô vĩ đại, vì sự phục vụ tận tình của ông cho nhân loại và Giáo hội Công giáo nói chung. Theresa Kufuor, về phần mình đã được trao Giải thưởng Giáo hoàng của Thánh Grêgôriô vĩ đại vì cam kết của bà đối với hoàn cảnh của trẻ em nghèo và mẹ của họ.